# Debóra Dubei
Debóra Dubei (ur. 4 stycznia 1997 w Orosházie) – węgierska koszykarka, reprezentantka kraju, występująca na pozycjach rzucającej ub niskiej skrzydłowej, od 2020 zawodniczka UNI Győr.

## Osiągnięcia
Stan na 1 maja 2023, na podstawie, o ile nie zaznaczono inaczej.

### Drużynowe
- Mistrzyni Węgier (2016–2020)[3][4][5][6][7]
- Wicemistrzyni Węgier (2023)[8]
- Brązowa medalistka mistrzostw Węgier (2021)
- 4. miejsce w Eurolidze (2019)
- Zdobywczyni Pucharu Węgier (2017, 2019, 2020)[4][6][7]
- Finalistka Pucharu Węgier (2016, 2018)[3][5]
- Uczestniczka międzynarodowych rozgrywek:
  - Euroligi (2015–2020)
  - Eurocup (2013–2015, od 2020)

### Indywidualne
(* – nagrody przyznane przez portal eurobasket.com)
- Zaliczona do*:
  - I składu zawodniczek krajowych ligi węgierskiej (2020)[7]
  - składu honorable mention ligi węgierskiej (2021, 2022)[9][10]

### Reprezentacja
Seniorska
- Uczestniczka:
  - mistrzostw Europy (2017 – 12. miejsce, 2019 – 7. miejsce)
  - kwalifikacji do Eurobasketu (2017, 2019, 2021, 2023)

Młodzieżowe
- Mistrzyni Europy U–18 dywizji B (2014)
- Brązowa medalistka mistrzostw:
  - świata U–17 (2014)
  - Europy:
    - Europy U–16 (2013)
    - U–20 dywizji B (2016)
- Uczestniczka mistrzostw Europy:
  - U–20 (2017 – 5. miejsce)
  - U–18 (2015 – 13. miejsce)
  - U–16 (2012 – 7. miejsce, 2013)
  - U–18 dywizji B (2013, 2014)